# Giuseppe Giacinto Moris
Giuseppe Giacinto Moris (Orbassano, Turín, 25 de abril de 1796-Turín, 18 de abril de 1869) fue un médico, político, botánico, briólogo, algólogo y  académico italiano.

## Biografía
Obtuvo su diplomatura en medicina en la Universidad de Turín, en 1815. Fue estudiante de Giovanni Battista Balbis, apasionándose en los estudios botánicos.
En 1822 se muda a Cagliari como profesor de Clínica Médica.
Y en 1829 regresó a Turín como profesor de medicina, y en 1831 fue nombrado Director del Jardín Botánico de la Universidad de Turín, cargo que ocupó hasta 1869, año de su muerte.
Ocupó numerosos cargos en sociedades científicas como la "Academia de las Ciencias de Turíno", y de la "Academia de Agricultura" de la cual fue vicepresidente desde 1836 a 1838; fue miembro de la Société Botanique de France; director de la "Escuela de Farmacia", Presidente del "Consejo de Instrucción Pública"; fue nombrado Senador del Reino, Gran Oficial de la Orden Mauriciana y Caballero de la Orden del Mérito Civil de Savoia.

## Moris botánico
Trabajó sobre la flora de Cerdeña de la cual publicó tres volúmenes dedicados a las Dicotiledóneas. La obra permaneció incompleta pues no se publicó el volumen relacionado con las Monocotiledóneas y a las Gimnospermas.
Fue autor en la identificación y nombramiento de nuevas especies para la ciencia, a abril de 2015, posee 246 nuevos registros de especies (véase más abajo el vínculo a IPNI).

## Algunas publicaciones

### Libros
- 1827. Stirpium sardoarum elenchus. 98 pp.

- 1832. Florula Caprariae siue enumeratio plantarum in insula Capraria vel sponte nascentium, vel ad utilitatem latius excultarum. 244 pp.

- 1833. Illustrationes Rariorum Stirpium Horti Botanici R. Univ. Taur. 26 pp.

- ugolino Martelli, giuseppe giacinto Moris. 1896. Monocotyledones Sardoae, sive, Ad Floram Sardoam Josephi Hyacinthi Moris: continuatio. Ed. Tipografia Luigi Niccolai. 154 pp. 2ª ed. 1904

- 1834. Plantae Chilenses novae minusve cognitae

- 1835. Plantae novae aut minus cognitae. 2ª ed. 1839

- -----, giuseppe de Notaris. 1839. Florula caprariae sive enarratio plantarum in insula Caprariae vel sponte nascentium ...

- 1859. Flora sardoa: seu historia plantarum: in Sardinia et Adjacentibus insulis vel sponte... Ed. ex Regio Typographeo. 114 pp.

- 1860. Enumeratio seminum Horti Regii Botanici Taurinensis an. 1885. Ed. ex Thypographia Regia. 33 pp.
- patrizio Gennari, giuseppe giacinto Moris. 1866. Specie e varietà più rimarchevoli e nuove da aggiungersi alla Flora Sarda. Ed. Tip. del Corrière di Sardegna. 32 pp.

## Honores

### Eponimia
- (Brassicaceae) Morisia J.Gay[2]

- La abreviatura «Moris» se emplea para indicar a Giuseppe Giacinto Moris como autoridad en la descripción y clasificación científica de los vegetales.[3]